# Inscripción kalós

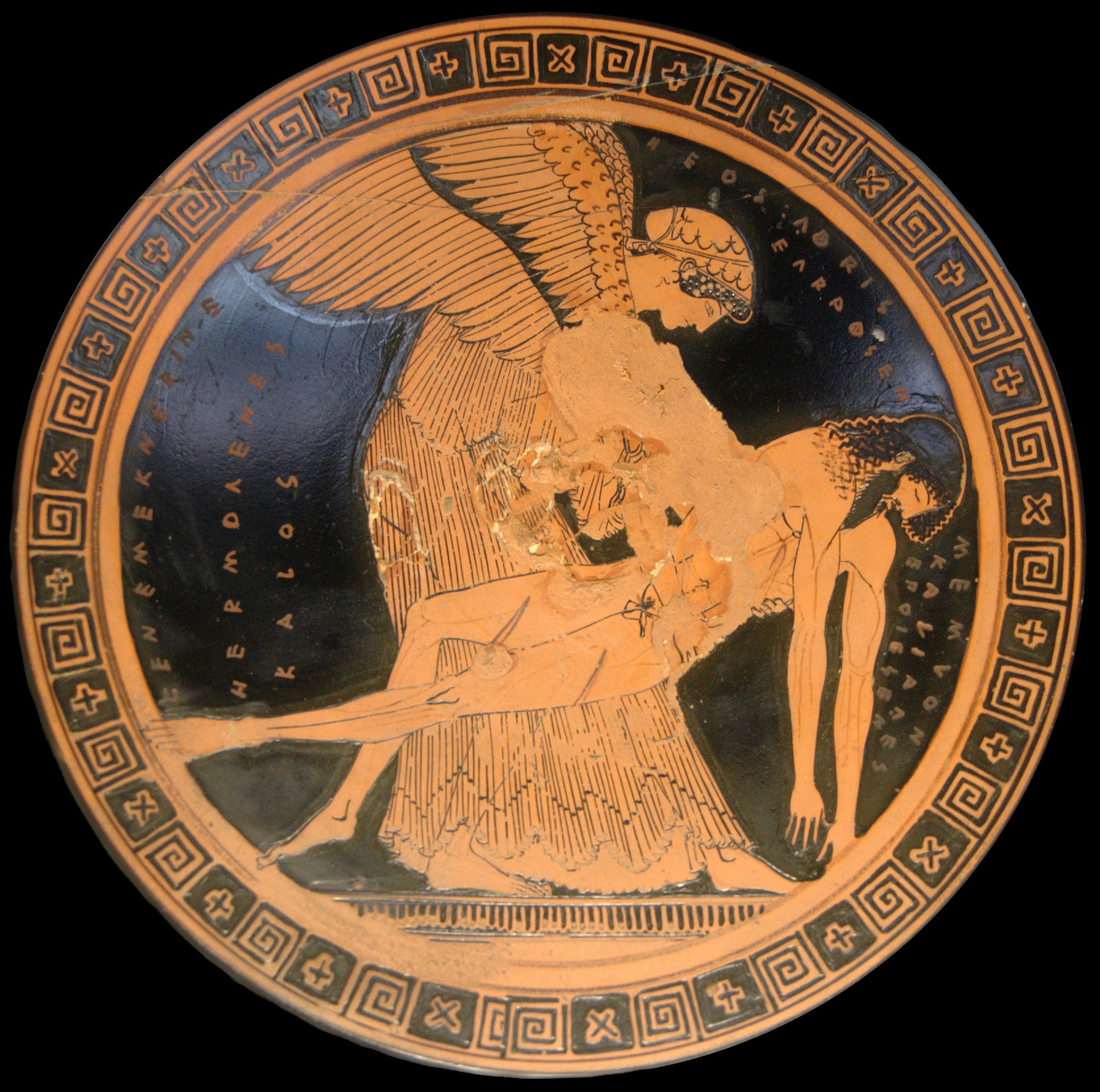
La llamada «pietà de Memnon», con la diosa Eos sosteniendo el cuerpo de Memnón: entre las inscripciones está la frase Hermogenes kalos (Copa ática de figuras rojas, ca. 490–480 A. C., encontrada en Capua; se encuentra en Louvre)

La inscripción kalós es una forma de epigrafía encontrada en vasos áticos y grafiti de la antigüedad, principalmente durante el período clásico de 550 a 450 a. C. La palabra kalós (καλός) significa «bello» y en las inscripciones tenía una connotación erótica. La inscripción kalós se encuentra normalmente en los recipientes utilizados para un simposio. Las escenas que acompañan la inscripción varían e incluyen escenas mitológicas y ejercicios atléticos. Algunas inscripciones son genéricas y se lee solamente «el chico es hermoso» (ὅ παῖς καλός). Pero más a menudo se tomó el nombre del ser amado seguido por «kalós» (X kalós, es decir «X es hermoso»). El ser amado se trataba con más frecuencia de un hombre joven, pero a veces las muchachas o mujeres eran llamadas kalē (καλή). En una catalogación temprana de las inscripciones de las personas etiquetadas como bellos se encontraron 30 mujeres y 528 jóvenes. Los nombres masculinos superaron los femeninos por más de veinte a uno. Al menos algunas de las mujeres etiquetadas como kalē fueron hetairai, cortesanas o prostitutas.
Los nombres designados como kalós son característicos de los miembros de la aristocracia. Algunas inscripciones kalós se asocian con ciertos pintores de vasijas o talleres de cerámica. El pintor de Antimenes, por ejemplo, es llamado así por sus vasijas con inscripciones kalós dedicadas a Antimenes, y el taller de cerámica del grupo Leagros fue nombrado así por el joven Leagros, objeto popular de la alabanza kalós. Estas asociaciones sugieren un culto a la celebridad o un esfuerzo concertado por la familia del joven dado para incrementar la posición pública de su hijo. El propósito de estas inscripciones sigue siendo incierto y muchos de los ejemplos pueden ser declaraciones de amor como parte del cortejo entre personas del mismo sexo en Atenas. En algunos casos, las inscripciones o los recipientes pueden haber sido realizados bajo pedido. Las inscripciones también aparecieron como grafiti en las paredes, el ejemplo más abundante es el hallazgo en Tasos de 60 de ellas talladas en rocas y que datan del siglo IV. La evidencia literaria no epigráfica consiste en dos referencias en la obra de Aristófanes. Ambas instancias, sin embargo, alaban a los demos (la ciudadanía como un todo) en lugar de a cualquier individuo.